# Papinsaari (raïon de Kem)
Papinsaari (en carélien : Papinšuari, en finnois : Papinsaari, en russe : Рабочеостро́вск,  Rabotšeostrovsk) est une municipalité du raïon de Kem en république de Carélie.

## Géographie
Papinsaari est situé sur les rives de la baie de Kem de la mer Blanche, à 12 km au nord-est de Kem.
La municipalité de Papinsaari a une superficie de 1 103 km2.
Elle est bordée au nord par Kuusema du raïon de Kem, à l'ouest par Sosnavitsa du raïon de Belomorsk au sud et ed l'autre coté de la mer Blanche à l'est par l'oblast d'Arkhangelsk. 
Papinsaari comporte 74,5 % de sa superficie d'eau et 25,0 % de forêts. 

## Démographie
Recensements (*) ou estimations de la population
| 1989  | 2009  | 2013  | - |
| ----- | ----- | ----- | - |
| 3 088 | 2 449 | 2 000 | - |